# 玉米涡螺
玉米涡螺（学名：Lyria kurodai），是新腹足目涡螺科Lyria的一种。主要分布于中国大陆、台湾，常栖息在潮下带。